# Dumetia hyperythra
Dumetia hyperythra là một loài chim trong họ Timaliidae.

## Hình ảnh

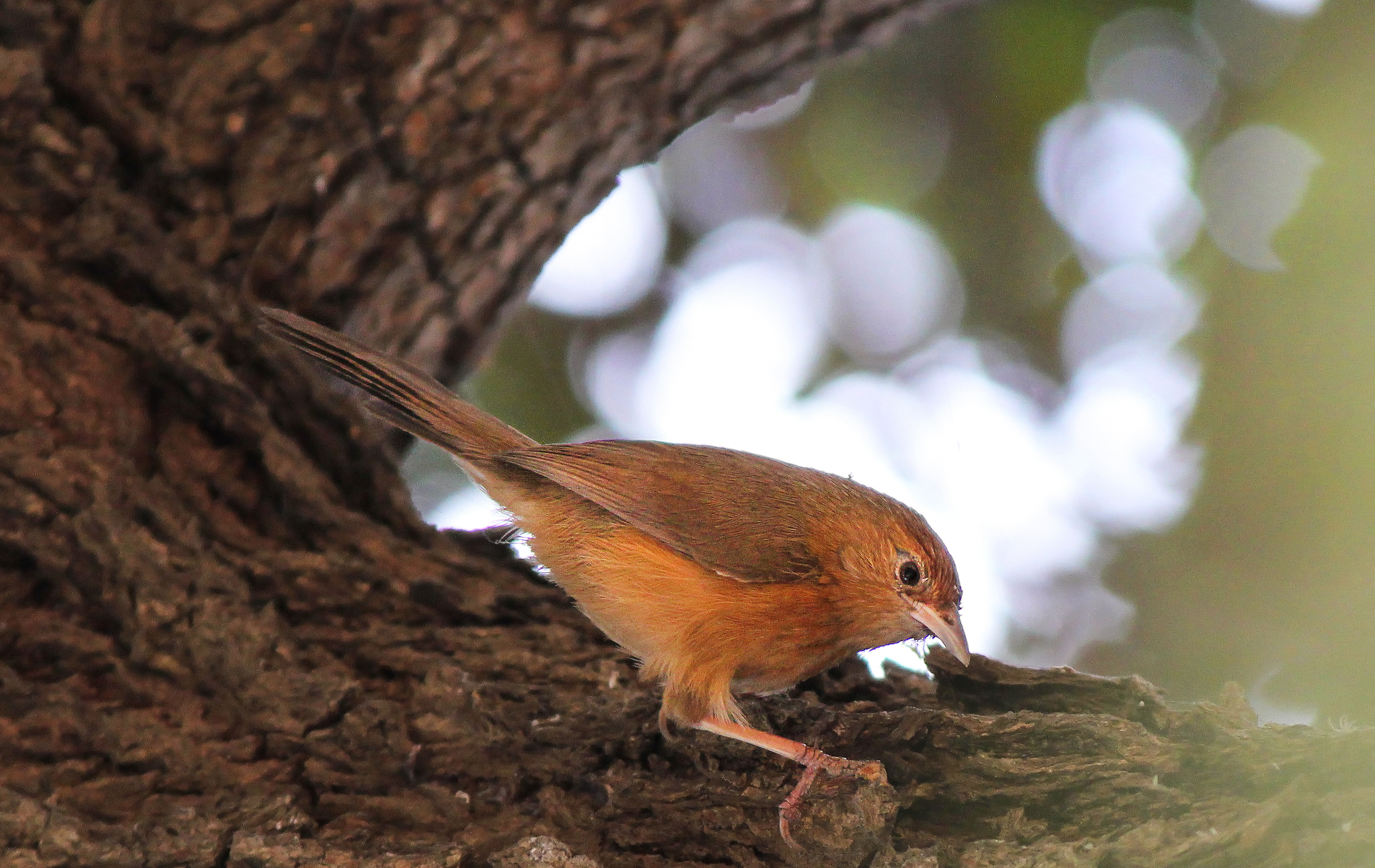
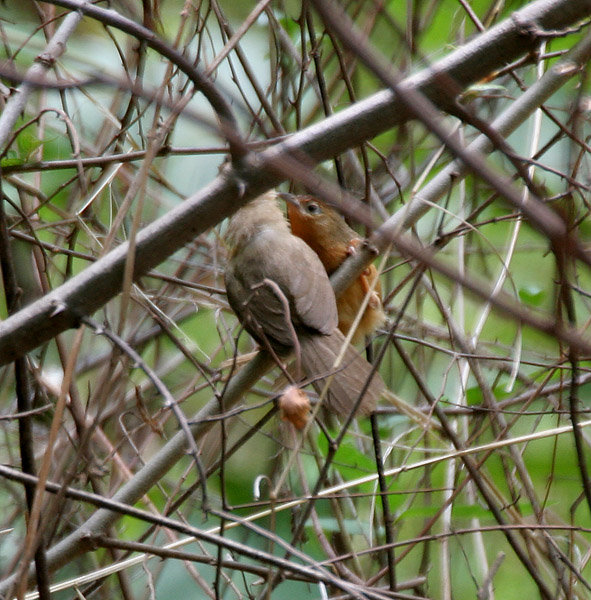
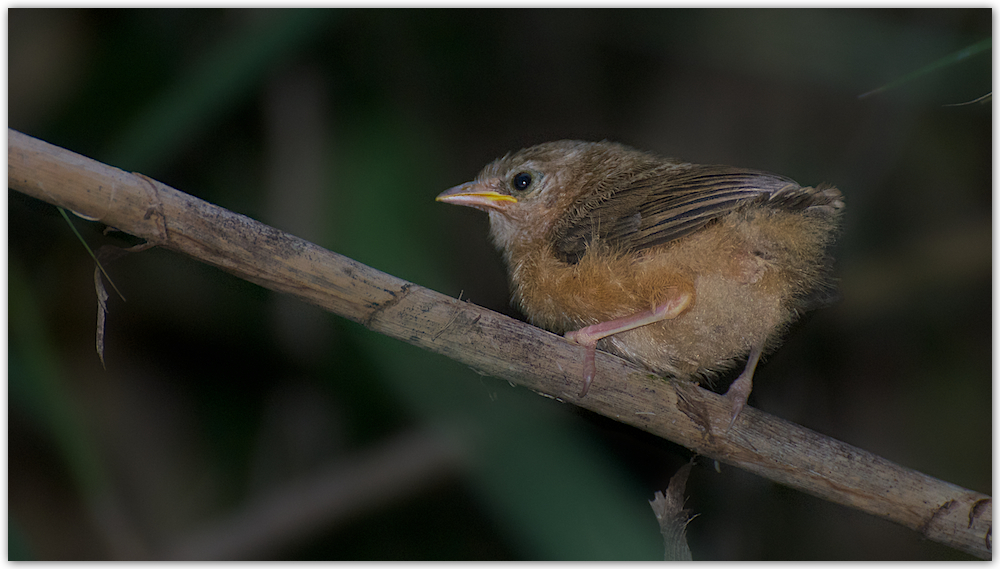
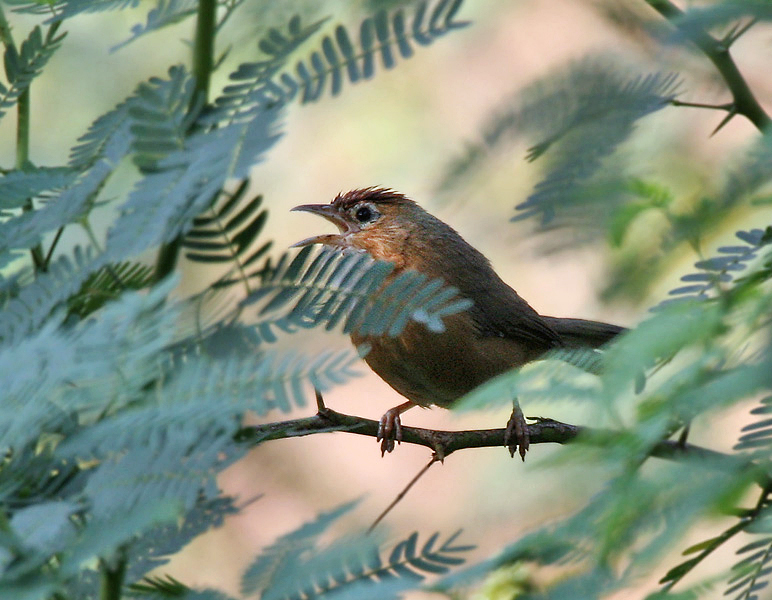
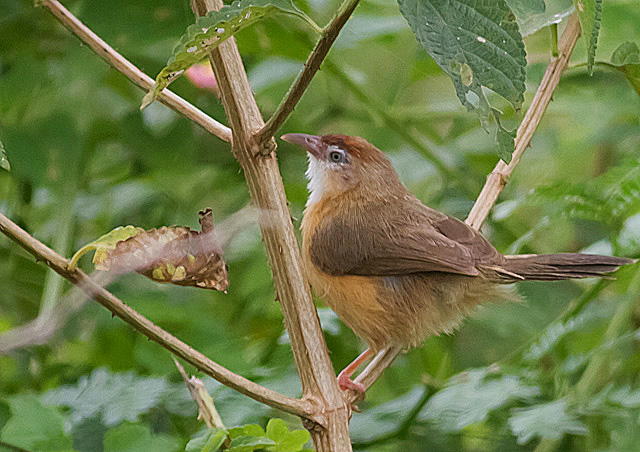